# Стратор
Стратор или отратсор односно коњушар је била посебна служба на царском двору и код виших провинцијских чиновника у Византијском царству.
Основна дужност дворских стратора била је да прате цара док се пење на коња, као и да одржавају царске штале. У рановизантијско доба, поједини стратори су имали задатак да убирају и дажбине из којих се плаћало одржавање коња и штала. 
Старешина стратора се звао сотеб, од краја VII века и, најзад, од VIII века протостратор. Сачувани су многи печати стратора на грчком и латинском језику. Судећи према печатима из VIII и IX века, известан број нижих тематских официра, турмарха, друнгарија, или архоната градова носио је титулу стратора. Вероватно због тога да би се ови титуларни стратори разликовали од оних који су радили у царским шталама, ови последњи су називани царски стратори. 
Последњи помен стратора је из XI века и односи се на титулу једног земљопоседника. Страторе су имали и манастири. У Хиландарском и Студеничком типику стратор се наводи упоредо са кључарима, хлебарима, рибарима и икономима метохијским, као онај који се стара о мазгама. У посредној вези са појмом је церемонија страторске службе, коју су неки западно-европски и словенски владари (у Франачкој, Римско-немачком царству, Србији, Русији) вршили црквеним поглаварима. Служба је почивала на одредбама фалсификоване Константинове даровнице, према којима је цар Константин наводно извршио страторску службу папи Силвестру водећи узде његовог коња. Ритуал се први пут одиграо 754. у Понтиону, када је Пипин као стратор, држећи узде, водио коња папе Стефана II. Док је оваква страторска служба представљала вид почасти, маршалска служба, која се састојала у придржавању стремена, означавала је потчињеност. 
У Византији је страторска служба западних владара сматрана недостојном. Исто тако, сматрана је неспојивом са узвишеношћу ромејског царског достојанства и никада није практикована. Једини забележен случај страторске службе црквеном великодостојнику догодио се приликом сусрета великог дукса Михаила Палеолога (будућег Михаила VIII) и никејског патријарха Арсенија, 1258. у Магнезији. Овај изузетак не представља страторску службу владара, а објашњава се тренутним политичим интересом Михаила Палеолога. Јован Кантакузин оставио је опис страторске службе цара Душана архиепископу Јоаникију, којој је присуствовао лета 1342. Сматра се да је ову церемонију српски краљ увео на основу одговарајућих одредби Синтагмата Матије Властара, које парафразирају Константинову даровницу. 